# Fredrik Henkelmann
Adolf Fredrik Laurentius Henkelmann, född 27 augusti 1903 i Luleå, död 15 februari 1987 i Stockholm, var en svensk målare. 
Fredrik Henkelmann var son till skeppsklareraren Magnus Henkelmann och Hilma Bergman samt från 1936 gift med Elsa Stockman (1905–1985). Han flyttade till Stockholm 1921 och fick efter en tid anställning vid Filip Månssons dekorationsfirma. Efter att ha arbetat som allt i allo något år sökte han sig till Tekniska skolan där han studerade 1927–1928, samt Kungliga konsthögskolan 1929. Han deltog i flera offentliga konsttävlingar där han tilldelades priser, bland annat ett andrapris vid De ungas tävling om bästa Stockholmsmotiv 1943, ett andrapris vid tävlingen om dekorationen av S:t Gertruds kapell i Malmö 1949 samt tävlingen om dekorativa fönster till Västerås domkyrka 1953–1954, där hans förslag var ett av de som köptes in. Under några år på 1940-talet var han anställd som lärare i målning vid Tekniska skolan i Stockholm. Separat ställde han ut på De ungas salong i Stockholm 1948 som senare följdes av separatutställningar i bland annat Skellefteå, Borås och Örebro. Han medverkade i samlingsutställningar på Färg och Form 1947, utställningen Vi Stockholmare på Stockholms stadsmuseum 1949, Konst från Gamla stan på Galleri S:t Nikolaus 1953 och samlingsutställningar arrangerade av Sveriges allmänna konstförening. Bland hans offentliga arbeten märks kyrkfönster och altartavlor, bland annat till Grundsunda kyrka och Bengtsfors kyrka. Han har målat figurmotiv med arbetare, personer ur det stockholmska gatu- och folkliv, motiv från Slussen och interiörer. Henkelmann är representerad vid Stockholms stadsmuseum och Borås konstmuseum. Makarna Henkelmann är begravda på Skogskyrkogården i Stockholm.